# Pseudorhaphitoma crudelis
Pseudorhaphitoma crudelis é uma espécie de gastrópode do gênero Pseudorhaphitoma, pertencente a família Mangeliidae.